# Xã Carrollton, Quận Carroll, Missouri
Xã Carrollton (tiếng Anh: Carrollton Township) là một xã thuộc quận Carroll, tiểu bang Missouri, Hoa Kỳ. Năm 2010, dân số của xã này là 4.116 người.